# ГЕС Сістерон
ГЕС Сістерон (фр. Sisteron) — гідроелектростанція на південному сході Франції. Знаходячись між ГЕС Кюрбан (вище за течією) та ГЕС Саліньяк, входить до складу каскаду на річці Дюранс (ліва притока Рони).
Станція працює на основі типової для більшості ГЕС каскаду схемі з відведенням ресурсу до дериваційного каналу, піднятого за допомогою дамб над оточуючою місцевістю. Канал починається в районі, де Дюранс, що у верхів'ях дренувала суміжні райони Альп Дофіне та Котських Альп, переходить на територію Французьких Передальп. Річище перекрили греблею заввишки 17 м та завдовжки 260 м, що містить чотири водопропускних шлюзи по центру, земляний відтинок біля лівого берегу та поріг на вході у канал біля правого. Вона разом з дамбою за 1,1 км утримує невелике сховище площею поверхні 0,625 км2 та об'ємом 1,8 млн м3.
Звідси бере початок прокладений по правобережжю, уздовж гірського масиву Bochaine (Передальпи Дофіне) канал завдовжки 32 км. По дорозі до нього надходить додатковий ресурс, захоплений із Бюеш (права притока Дюранс) за допомогою бетонної гравітаційної греблі Сен-Совер. При цьому спочатку воду подають через тунель під вище згаданим масивом Bochaine до малої ГЕС Лазер, з нижнього балансуючого резервуару якої випускають до каналу
Неподалік від місця впадіння Бюеш в Дюранс дериваційний канал подає протранспортований ресурс до підземного машинного залу, при цьому створюється напір у 110 метрів. Відпрацьована вода потрапляє у Бюеш за 1,2 км від завершальної точки каналу.
Машинний зал станції обладнано двома турбінами типу Френсіс загальною потужністю 256 МВт, які забезпечують річну виробітку на рівні 0,76 млрд кВт-год.
До спорудження ГЕС Сістерон на цій ділянці річки працювали дві станції Вантавон та Ле-Пое, які виробляли удвічі менше продукції та були демонтовані по запуску нової ГЕС в 1975 році.
Управління роботою станції здійснюється із диспетчерського центру на ГЕС Сент-Тюль.